# Utby distrikt
Utby distrikt är ett distrikt i Mariestads kommun och Västra Götalands län. 
Distriktet ligger sydost om Mariestad. 

## Tidigare administrativ tillhörighet
Distriktet inrättades 2016 och utgörs av socknen Utby i Mariestads kommun.
Området motsvarar den omfattning Utby församling hade 1999/2000.